# 涙 (前川清の曲)
「涙」（なみだ）は、前川清の曲。作詞・作曲は中島みゆき。前川の7作目のシングルとして1988年2月21日にポニーキャニオンより発売された。前作「花の時・愛の時」から1年ぶりのシングルで、アルバム『歌手』の先行シングルである。
中島は「涙 -Made in tears-」にタイトルを変更してセルフカバーし、同年10月21日に同じくポニーキャニオンからシングルが発売された。

## 前川清版シングル収録曲
1. 涙
  - 作詞・作曲:中島みゆき／編曲:若草恵
2. 扉
  - 作詞:白鳥静／作曲:田尾将実／編曲:川村栄二

## 涙 -Made in tears-（中島みゆき版）
「涙 -Made in tears-」（なみだ メイド・イン・ティアーズ）は、中島みゆきの23作目のシングルとして1988年10月21日にポニーキャニオンより発売された。

### 中島みゆき版解説
本シングルで瀬尾一三を初めて編曲者に迎え、「涙 -Made in tears-」と「空港日誌」を共に担当している。本シングルおよびオリジナル・アルバム『グッバイガール』（1988年11月16日）以降、中島の楽曲の大半のアレンジを瀬尾が担当するようになった。
「空港日誌」は、薬師丸ひろ子への提供曲で、アルバム『星紀行』に収録された。楽曲を作る際、中島は薬師丸の元へ直接会いに行き、薬師丸と話をしながらイメージを膨らませて出来上がったという。中島のバージョンはオリジナル・アルバムには収録されておらず、ベスト・アルバム『Singles II』においてアルバム初収録となった。薬師丸版と中島版とでは一部歌詞が変更されている。本作に登場する「広島空港」とは、のちの広島西飛行場（現・広島ヘリポート）である（本作の発表は1987年、現在の広島空港（新広島空港）の供用開始は1993年）。
本シングルの発売と同時に、デビューシングル「アザミ嬢のララバイ」から「御機嫌如何」までの21作品の8cmCDシングル化発売もされた。
ジャケット写真は、EPレコードと8cmCDとは、中島の顔の表情が異なる。また、カセットテープは8cmCDと同じのを使用されている。さらに、2022年11月28日にヤマハミュージックコミュニケーションズからデジタル・ダウンロード配信された際のジャケット画像は、EPレコードと同じのを使用されている。

### 中島みゆき版シングル収録曲

#### EPレコード / 8cmCD
| 全作詞・作曲: 中島みゆき、全編曲: 瀬尾一三。 |                        |            |            |      |
| #                                            | タイトル               | 作詞       | 作曲・編曲 | 時間 |
| 1.                                           | 「涙 -Made in tears-」 | 中島みゆき | 中島みゆき | 5:07 |
| 2.                                           | 「空港日誌」           | 中島みゆき | 中島みゆき | 5:39 |
| 合計時間:                                    | 合計時間:              | 10:46      |            |      |

#### CT
| 全作曲: 中島みゆき、全編曲: 瀬尾一三。 |                                              |            |            |      |
| #                                      | タイトル                                     | 作詞       | 作曲・編曲 | 時間 |
| 1.                                     | 「涙 -Made in tears-」                       | 中島みゆき | 中島みゆき | 5:07 |
| 2.                                     | 「涙 -Made in tears-」(オリジナル・カラオケ) |            | 中島みゆき | 5:07 |
| 合計時間:                              | 合計時間:                                    | 合計時間:  | 10:14      |      |

| 全作曲: 中島みゆき、全編曲: 瀬尾一三。 |                                    |            |            |      |
| #                                      | タイトル                           | 作詞       | 作曲・編曲 | 時間 |
| 1.                                     | 「空港日誌」                       | 中島みゆき | 中島みゆき | 5:39 |
| 2.                                     | 「空港日誌」(オリジナル・カラオケ) |            | 中島みゆき | 5:39 |
| 合計時間:                              | 合計時間:                          | 合計時間:  | 11:18      |      |

### 中島みゆき版収録アルバム
- グッバイガール (#1)
- 中島みゆき BEST SELECTION II (#1)
- Singles II (#1,2)

## カバー
涙 -Made in tears-
- 工藤静香（2008年、アルバム『MY PRECIOUS -Shizuka sings songs of Miyuki-』収録）